# Mohamed Touré
Pour les articles homonymes, voir Touré.
Mohamed Touré, né le 26 mars 2004 à Conakry (Guinée), est un footballeur international australien qui évolue au poste d'ailier gauche au Randers FC.

## Biographie

### En club
Né le 26 mars 2004 à Conakry en Guinée, Mohamed Touré est formé en Australie.
Il joue pour Croydon Kings (en) et FFSA NTC avant de rejoindre Adélaïde United. Il joue son premier match en professionnel le 8 février 2020, à seulement 15 ans, lors d'un match de championnat perdu par son équipe face à Brisbane Roar (2-1 score final). Il devient à cette occasion le deuxième plus jeune joueur d'Adélaïde United à jouer pour l'équipe première, à 15 ans et 320 jours.
Il signe dans la foulée un nouveau contrat d'une durée de trois ans.
Le 14 février 2020, il inscrit son premier but en professionnel lors d'une rencontre de championnat face au Central Coast Mariners. Il marque quelques minutes après son entrée en jeu et participe ainsi à la victoire des siens par deux buts à zéro. Ce but fait de lui le plus jeune buteur de l'histoire du championnat australien, à 15 ans et 326 jours.

#### Paris FC
Le 3 août 2023, Mohamed Touré est prêté au Paris FC,. Après un début de saison satisfaisant avec 1 but et 1 passe décisive, il se blesse et n'aura que quelques entrées de jeu en fin de saison. A la fin de son prêt il rentre à Reims.

## Vie privée
Mohamed Touré est né à Conakry, en Guinée, de parents originaires du Liberia.
Il a deux frères Al Hassan Touré et Musa Touré qui sont également footballeurs professionnels.